# 佳穗成美
佳穗成美（9月9日—）是日本的女性聲優，廣島縣出身。東京俳優生活協同組合所屬。

## 人物
2016年4月開始為81 Produce的新人。
2017年4月播出動畫《Frame Arms Girl 骨裝機娘》首次主演。2019年8月1日離開81 Produce，同年10月1日加入東京俳優生活協同組合。

## 演出作品
※粗體字為主要角色。

### 電視動畫
2016年
- 怪盜Joker 第3期（女性B）
- 魔奇少年 辛巴達的冒險（女官C）
- 卡片戰鬥先導者G 超越之門篇（小孩）

2017年
- 小魔女學園（學生）
- BanG Dream!（學生A、山吹沙南、客、穗苅真琴、木佐木麻衣）
- 決鬥大師（少年A）
- 機甲少女 Frame Arms Girl（轟雷[5]）
- 歡迎來到實力至上主義的教室（小橋夢）
- URAHARA（街上的女性）
- 結城友奈是勇者 -鷲尾須美之章-
- ROBOMASTERS THE ANIMATED SERIES（女子社員B）

2018年
- 刀使之巫女（友紀）
- POP TEAM EPIC（Instagram女A）
- 飆速宅男 GLORY LINE（觀眾）
- 星光頻道（新柿木乃美、女孩子）
- 和風喫茶鹿楓堂（小尾哲郎）
- 阿宅的戀愛太難（活動工作人員、女性、女學生A）
- 中間管理錄利根川（車內販售員）
- 音樂少女（客）
- 天空與海洋之間（女孩子）

2019年
- 叛逆性百萬亞瑟王 第2期（妻A）
- MIX（幸繪、顧問〈新體操社〉、球場女播音員、泳裝女子C）
- 星光王子 KING OF PRISM -Shiny Seven Stars-（小孩、女子）
- 胡蝶綺 ～少年信長～（小孩、吉乃的侍從、佐久間盛重的女兒）
- 神田川JET GIRLS（實況）

2020年
- 地縛少年花子君（女學生A、女學生）
- 名侦探柯南（电影试镜者）
- 龍族拼圖（少年A）
- 噴嚏大魔王2020（招待員）
- 動物新世代 BNA（紅鶴）
- 炎炎消防隊 貳之章（住民）

2021年
- IDOLiSH7 Third BEAT!（女播音員）
- 名偵探柯南（田村清美）
- 名偵探柯南 警察學校篇 Wild Police Story（女學生）

2022年
- 3秒後，野獸。～坐在聯誼會角落的他是個肉食系（奈緒、女B）
- 闇影詩章F（少年）
- 派對咖孔明（雙葉）
- 名偵探柯南（鬼頭巴）
- 蠟筆小新（電影裡的男孩子）
- IDOLiSH7 Third BEAT!（女性A）

2023年
- MIX 第二季 ～第二個夏天，邁向晴空～（顧問、幸繪、三田母親）
- 放學後少年花子君（女性學生）

2024年
- 歡迎來到實力至上主義的教室 3nd Season（小桥梦）
- 轉生貴族憑鑑定技能扭轉人生（夏洛特·雷斯[6]）

### 劇場動畫
- KING OF PRISM -PRIDE the HERO-（2017年）
- 我想吃掉你的胰臟（2018年，男孩子）
- 機甲少女 Frame Arms Girl〜笑聲軟語的Wonderland〜（2019年，轟雷[7]）
- 普羅米亞（2019年）

### 網頁動畫
- 遺憾女幹部黑暗將軍小姐（2017年，科學家小姐）

### 遊戲
2015年
- 新約Arcana Slayer（愛斯特爾）

2016年
- 夜幕射手（瑪麗里德、蕾伊）

2017年
- 問答RPG 魔法使與黑貓維茲（[8]）
- SEVENTH DARK（[9]）
- 再見吧武器（〔處罰女僕〕舞）
- Bravely Archive D's Report（吉乃、瑪琪）
- 從零開始的魔法書（莉莉[10]）

2018年
- 天華百劍-斬-（歌仙兼定）
- 機戰少女Alice（轟雷[11]）

2024年
- 怪物彈珠（吉野里）

### 廣播劇CD
- 機甲少女 Frame Arms Girl 系列（2017年－2020年，轟雷）
  - 動畫 Frame Arms Girl 骨裝機娘 廣播劇CD、廣播劇CD mk-II / mk-III / mk-IV / mk-V
  - 動畫 Frame Arms Girl 骨裝機娘 廣播劇CD：R-1 / R-2

### 數位漫畫
- 想念的碎片（2018年，吉原紗耶香[12]）

### 廣播節目
- 廣播 機甲少女 Frame Arms Girl（2017年－2018年，HiBiKi Radio Station）[13]
- 廣播 機甲少女 Frame Arms Girl改（2018年－，HiBiKi Radio Station）[14]

### 其他
- 言靈屋本舗EX舞台vol.2「戰國新撰組」（寧寧[15]）
- Yomiboku「咔嚓咔嚓山」（目黑FM，朗讀[16]）
- ＃FFFFFF（三瀨村莉緒[17]）
- 信用教育動畫教材「風之行星〜GALE〜」（小雪（媽媽的孩子）[18]）

## 唱片

### 角色歌
| 發售日  | 商品名稱                                                          | 演唱名義 | 歌曲                              | 備註                                                                 |
| 2017年  | 2017年                                                            | 2017年 | 2017年                            | 2017年                                                               |
| ------- | ----------------------------------------------------------------- | --- | --------------------------------- | -------------------------------------------------------------------- |
| 5月24日 | 電視動畫《機甲少女 Frame Arms Girl》片尾曲「FULLSCRATCH LOVE」    | FA Girls | 「FULLSCRATCH LOVE（VERSION 1）」 | 電視動畫《機甲少女 Frame Arms Girl》片尾曲                           |
| 5月24日 | 電視動畫《機甲少女 Frame Arms Girl》片尾曲「FULLSCRATCH LOVE」    | FA Girls | 「FULLSCRATCH LOVE（VERSION 2）」 | 電視動畫《機甲少女 Frame Arms Girl》片尾曲                           |
| 2019年  |                                                                   | |                                   |                                                                      |
| 7月24日 | 機甲少女 Frame Arms Girl〜笑聲軟語的Wonderland〜 歌曲專輯-熱唱篇- | 轟雷（佳穗成美） | 「滿場一致LOVE ENERGY」           | 劇場動畫《機甲少女 Frame Arms Girl〜笑聲軟語的Wonderland〜》相關歌曲 |
| 7月24日 | 機甲少女 Frame Arms Girl〜笑聲軟語的Wonderland〜 歌曲專輯-熱唱篇- | 轟雷（佳穗成美）、史蒂蕾特（綾瀨有）、芭莎菈露多（長江里加）、迅雷（樺山南）、安姬蒂特（山村響）、源內蒼（日笠陽子） | 「My Precious…」                  | 劇場動畫《機甲少女 Frame Arms Girl〜笑聲軟語的Wonderland〜》插入曲   |
| 7月24日 | 機甲少女 Frame Arms Girl〜笑聲軟語的Wonderland〜 歌曲專輯-絕唱篇- | FA Girls | 「滿場一致LOVE ENERGY」           | 劇場動畫《機甲少女 Frame Arms Girl〜笑聲軟語的Wonderland〜》插入曲   |

### 團體成員
1. ↑  轟雷（佳穗成美）、史蒂蕾特（綾瀨有）、芭莎菈露多（長江里加）
2. ↑  史蒂蕾特（綾瀨有）、芭莎菈露多（長江里加）、轟雷（佳穗成美）
3. ↑  魔鷲（阿部里果）、轟雷（佳穗成美）、史蒂蕾特（綾瀨有）、芭莎菈露多（長江里加）、茉汀莉安姐妹（山崎惠理）、迅雷（樺山南）、安姬蒂特（山村響）

## 外部連結
- 81 Produce事務所官方簡歷（日語）
- 東京俳優生活協同組合事務所官方簡歷 （页面存档备份，存于）（日語）